# Anatole Abragam
Anatole Abragam, född 15 december 1914 i Griva (idag en del av Daugavpils), Guvernementet Kurland i Kejsardömet Ryssland, död 8 juni 2011 i Vitry-sur-Seine i Frankrike, var en fransk fysiker.
Abragam, som var av rysk härkomst, kom som tioåring till Frankrike. Han professor i kärnmagnetism vid Collège de France 1960-85 och fysikdirektör vid franska atomenergikommisariatet 1965-71. Han har utfört teoretiska och experimentella studier av atomkärnors och elektroners magnetiska växelverkan. 
Bland hans främsta arbeten märks The Principles of Nuclear Magnetism (1961), Réflexions d'un physicien (1983) och självbiografin De la physique avant toute chose (1987).